# Simone Martini
Simone Martini  (Siena, 1284 — Avinhão, 1344) foi um pintor italiano nascido em Siena. Foi uma das maiores figuras do Trecento e grande mestre da escola sienesa.
Ele foi uma grande figura no desenvolvimento da arte italiana e influenciou grandemente aquilo que veio a se chamar gótico internacional. Suas obras também tiveram influência do escultor Giovanni Pisano. Pouco se sabe sobre a vida de Martini. Ele morreu enquanto estava a serviço da Corte de Avinhão, em 1344.
Entre suas primeiras obras está a Maestà, de 1315, no Palazzo Pubblico de Siena. A arte de Martini deve muito às iluminuras francesas, que tinham sido trazidas para Siena no século XIV pela Via Francigena, um rota de peregrinos do norte da Europa para Roma.
Petrarca se tornou amigo de Simone em Avinhão e dois de seus sonetos fazem referência a um retrato de Laura de Noves, que ele supostamente pintou para o poeta.
Matteo Giovanetti, que pintou os afrescos do Palácio dos Papas em Avinhão, fez parte da escola sienesa.

## Maiores obras
- A Anunciação: hoje na Galeria Uffizi, em Florença
- Maestà, no Palazzo Pubblico de Siena
- Histórias de São Martim: conjunto de afrescos na parte inferior da Basílica de São Francisco de Assis.
- Retrato de Giudoriccio da Fogliano: no Palazzo Pubblico de Siena

## Galeria

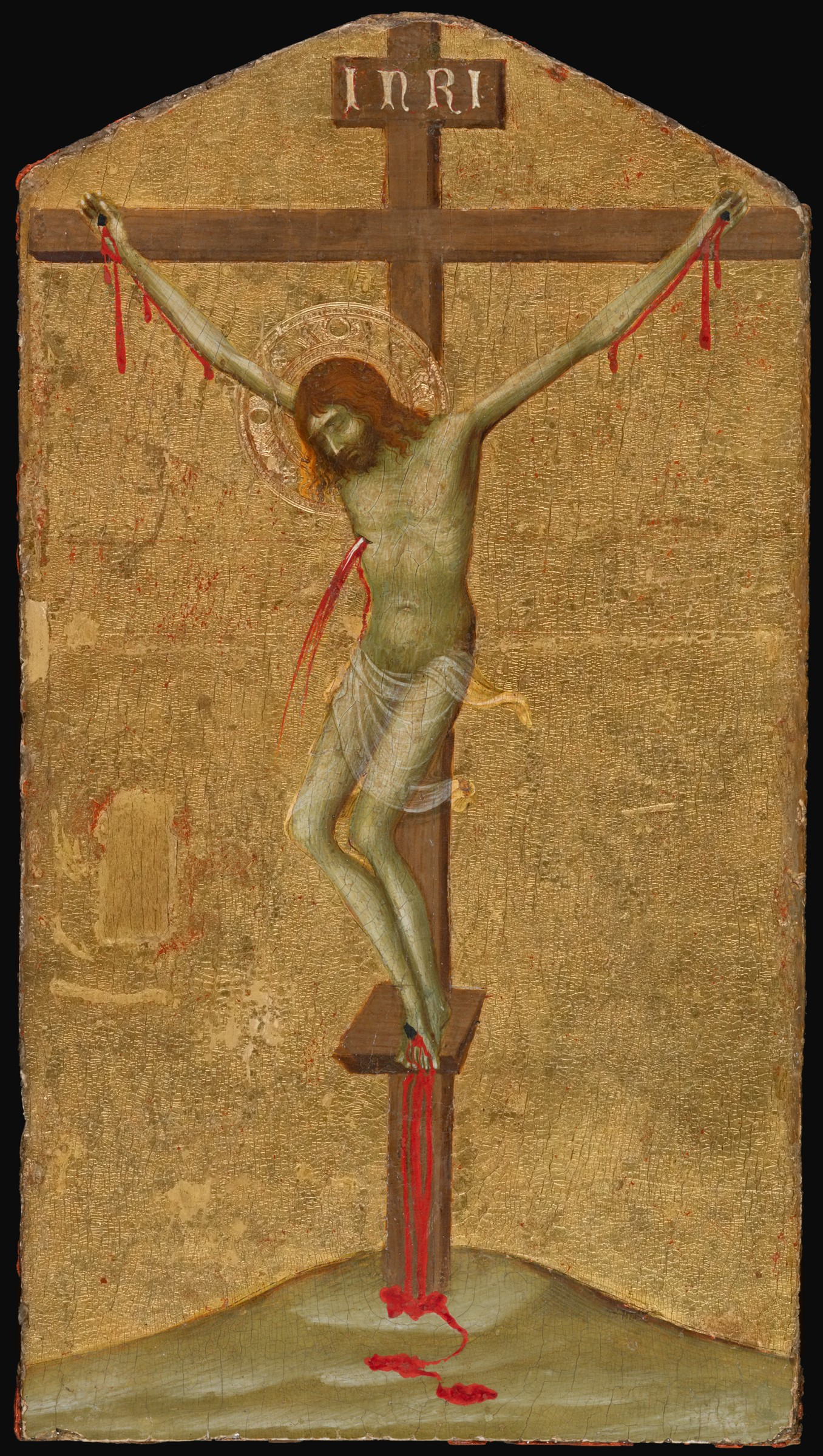
Cristo na Cruz
A Anunciação com Dois Santos